# Spirotropis carinata
Spirotropis carinata é uma espécie de gastrópode do gênero Spirotropis, pertencente a família Drilliidae.